# 遠い夜明け
『遠い夜明け』（とおいよあけ、原題：Cry Freedom）は、1987年に製作・公開されたイギリス映画。監督はリチャード・アッテンボロー、出演はデンゼル・ワシントン、ケヴィン・クライン。
1970年代のアパルトヘイト下の南アフリカ共和国における実話に基づいた作品で、撮影は隣国のジンバブエで行われた。
南アフリカ共和国でも公開されたが、攻撃的な白人右翼勢力によって上映劇場が爆破される事件が多発した。『ガンジー』の脚本を担当したジョン・ブライリーとドナルド・ウッズの著書を元に製作された。

## 構成
原作の『遠い夜明け』（Cry Freedom）は、アパルトヘイト政権下の南アフリカ共和国で殺害された最も著名な黒人解放活動家スティーヴ・ビコと南アフリカ共和国の有力紙デイリー・ディスパッチ紙の白人記者ドナルド・ウッズとの交友をベースに書かれている。
ウッズは警察の監視下で密かにスティーヴ・ビコの死について調査し、それはウッズが南アフリカ共和国からイギリスに亡命後、出版された。

## ストーリー
物語は、南アフリカ政府の軍隊が郊外の黒人居住地区を治安維持の名目で急襲するシーンから始まる。朝方、まだ殆どの住民が眠っている中、軍は機関銃を乱射しながら急襲した。
デイリー・ディスパッチ紙の白人編集者ドナルド・ウッズ（ケヴィン・クライン）はスティーヴ・ビコが人種間憎悪をあおっているという記事を新聞に載せていた。数日後、ビコの友人で医師として働いている一人の黒人女性がウッズの元を尋ねてきた。女性はウッズに、スティーヴ・ビコ（デンゼル・ワシントン）に会って話をしてみろといい、ウッズは促されるままビコに会った。
その当時、既に黒人解放論者としての頭角を現しつつあったビコは緩やかにではあるが警察からの監視下に置かれ、自由な行動がままならない身の上であった。しかし有力紙の記者という肩書きからウッズに会い、黒人解放論について熱く語った。ウッズは、他の記者から聞いていた攻撃的、野蛮というイメージからは遠くかけ離れたビコの人柄に惹かれ、自ら距離を縮めていった。ビコもまたウッズを掘っ立て小屋が並ぶ黒人居住地区に案内し、そこに住む黒人達の生の声を聞かせた。
その後ビコはスポーツの大会終了後で黒人の観衆達の前で演説をしたが、そのような行動は禁止されていたため、後日警察署に召喚され、箱の中に入って身元を隠した黒人が、ビコは観衆の前で演説をしたと証言した。ビコはついに行動の自由を完全に奪われ、24時間警察の監視下に置かれる事になった。
だがビコは、伝染病で苦しむ黒人達だけが隔離され何の治療も受けさせてもらえずにいる事実を知人から聞き、警察の目をかいくぐって現地に向かった。しかし途中の検問ですぐに警察に知られる事となり、ビコは投獄された。獄中でビコは全裸で暴行を加えられ、初めて医者が呼ばれた時、既に頚椎を砕かれ全身麻痺の状態だった。すぐに隣の警察病院にビコを運ぶよう医者は指示したが、暴行を加えた警官は千キロ以上離れた警察病院に運ぶよう主張し、何の器具もつけられないまま一般の車に乗せられたビコは悪路を走る車の中で絶命した。警察はビコの死因を獄中のハンガー・ストライキが原因だと主張、遺族に遺体を引き渡さず、解剖も許可しないまま安置所に放置した。後に彼の葬儀が聖公会式で行われた。
ビコの次は、ビコと懇意だったウッズの番だった。警察は十分な証拠も無いままウッズを危険人物と認定、自宅に軟禁して生前のビコと同じように自由な行動を制限した。このまま南アフリカ共和国にいたのでは、アパルトヘイト問題を放置することになると考えたウッズは警察からの監視下でビコの死とアパルトヘイトの現状を本に書き、家族と共に密かに亡命についての計画を練った。ウッズに提案された方法は、まず最初に神父に変装し、最も近い隣国のレソト王国まで逃げ込み、そしてそこから飛行機でボツワナまで亡命する計画だった。途中何度もあわやのところを辛くも逃げ切り、無事にボツワナ行きの飛行機の搭乗に成功した。映画はウッズの乗った飛行機が大空に高く飛ぶ後姿を映して終わっており、ラスト直前にはソウェト蜂起への回想シーンが挿入されている。エンディングは「コシシケレリ・アフリカ（アフリカの歌）」をBGMとし、ビコも含めて拘禁中に死亡した反アパルトヘイト活動者たちの氏名と没年および享年、政府発表死因が連続的に表示される。

## 出演
- ドナルド・ウッズ：ケヴィン・クライン（吹替：津嘉山正種）
- スティーヴ・ビコ：デンゼル・ワシントン（吹替：山寺宏一）
- ウェンディ・ウッズ（ドナルド・ウッズの妻）：ペネロープ・ウィルトン
- ケン：ケヴィン・マクナリー
- マンペラ・ランペーレ医師：ジョセット・サイモン
- ビコの妻：ジュアニタ・ウォーターマン
- カニ神父：ゼイクス・モカエ
- クルーガー警察庁長官：ジョン・ソウ
- ドン・カード：ジュリアン・グローヴァー
- 検察官：イアン・リチャードソン
- レソト駐在高等弁務官：アレック・マッコーエン
- 警察署長：ティモシー・ウェスト

※テレビ放送：日本テレビ「金曜ロードショー」1994年5月13日

## 音楽
- サウンドトラック - 1990年10月25日にMCAレコードからリリースされた。
- 「神よ、アフリカに祝福を」 - 賛美歌「Nkosi Sikerel' iAfrika」